# Semiothisa smedleyi
Semiothisa smedleyi là một loài bướm đêm trong họ Geometridae.